# Mistrovství Evropy juniorů v atletice 2013
22. Mistrovství Evropy juniorů v atletice – sportovní závod organizovaný EAA se konal v italském Rieti. Závod se odehrál od 18. července – 21. července 2013. 

## Výsledky

### Muži
| Soutěž            | Zlato                                                                 | Výkon    | Stříbro                                                                    | Výkon    | Bronz                                                                        | Výkon    |
| 100 m             | Chijindu Ujah                                                         | 10,40    | Denis Dimitrov                                                             | 10,46    | Robert Polkovski                                                             | 10,53    |
| 200 m             | Nethaneel Mitchell-Blake                                              | 20,62    | Leon Reid                                                                  | 20,92    | Matthew Hudson-Smith                                                         | 20,94    |
| 400 m             | Pavel Ivaško                                                          | 45,81    | Patryk Dobek                                                               | 46,15    | Thomas Jordier                                                               | 46,21    |
| 800 m             | Patrick Zwicker                                                       | 1:49,58  | Aaron Botterman                                                            | 1:49,80  | Léo Morgana                                                                  | 1:50,04  |
| 1500 m            | Jake Wightman                                                         | 3:44,14  | Süleyman Bekmezci                                                          | 3:44,45  | Julius Lawnik                                                                | 3:45,43  |
| 5000 m            | Ali Kaya                                                              | 13:49,76 | Samuele Dini                                                               | 14:36,25 | Jonathan Davies                                                              | 14:36,62 |
| 10 000 m          | Ali Kaya                                                              | 28:31,16 | Lorenzo Dini                                                               | 29:31,11 | Dino Bošnjak                                                                 | 29:59,07 |
| 110 m překážek    | Wilhem Belocian                                                       | 13,18    | Lorenzo Perini                                                             | 13,30    | Brahian Peña                                                                 | 13,31    |
| 400 m překážek    | Timofiej Čalyj                                                        | 13,18    | Alexandr Skorobogatko                                                      | 13,30    | Jacob Paul                                                                   | 13,31    |
| 3000 m překážek   | Zak Seddon                                                            | 8:45,91  | Viktor Bacharijev                                                          | 8:47,81  | Ersin Tekal                                                                  | 8:54,54  |
| Štafeta 4 × 100 m | Polsko Tomasz Mudlaff Jacek Kabaciński Hubert Kalandyk Adam Jabłoński | 39,80    | Německo Bastian Heber Robert Polkowski Maximilian Ruth Sebastian Schürmann | 39,96    | Itálie Giacomo Isolano Lorenzo Bilotti Roberto Rigali Eseosa Desalu          | 40,00    |
| Štafeta 4 × 400 m | Rusko Daniel Pieriemetov Pavel Savin Dmitrij Chasanov Pavel Ivaško    | 3:04,87  | Polsko Paweł Walczuk Rafał Smoleń Łukasz Ozdarski Patryk Dobek             | 3:05,07  | Spojené království Alex Boyce Matthew Hudson-Smith Ben Snaith George Caddick | 3:05,14  |
| Chůze na 10 000 m | Pavel Paršin                                                          | 41:01,55 | Vito Minei                                                                 | 41:08,76 | Álvaro Martín                                                                | 41:13,95 |
| Skok do výšky     | Tobias Potye                                                          | 2,20 m   | Andrej Skabejka                                                            | 2,18 m   | Michail Akimienko                                                            | 2,18 m   |
| Skok o tyči       | Eirik Greibrokk Dolve                                                 | 5,30 m   | Axel Chapelle Leonid Kobělev                                               | 5,25 m   | neudělena                                                                    | –        |
| Skok daleký       | Elliot Safo                                                           | 7,86 m   | Mathias Broothaerts                                                        | 7,84 m   | Guy-Elphège Anouman                                                          | 7,60 m   |
| Trojskok          | Lewon Agasian                                                         | 16,01 m  | Kristian Pulli                                                             | 15,88 m  | Wladimir Kozlov                                                              | 15,85 m  |
| Vrh koulí         | Mesud Pezer                                                           | 20,44 m  | Filip Mihaljević                                                           | 20,23 m  | Andrzej Regin                                                                | 20,07 m  |
| Hod diskem        | Róbert Szikszai                                                       | 64,75 m  | Nicholas Percy                                                             | 62,04 m  | Alexandr Dobrenkij                                                           | 61,54 m  |
| Hod kladivem      | Valerij Pronkin                                                       | 78,34 m  | Bence Pásztor                                                              | 77,35 m  | Marco Bortolato                                                              | 73,43 m  |
| Hod oštěpem       | Julian Weber                                                          | 79,68 m  | Maksym Bohdan                                                              | 78,77 m  | German Komarov                                                               | 73,95 m  |
| Desetiboj         | Jevgenij Lichanov                                                     | 7 975    | Alexej Čerkasov                                                            | 7 790    | Tim Nowak                                                                    | 7 778    |

### Ženy
| Soutěž            | Zlato                                                                                     | Výkon    | Stříbro                                                                         | Výkon    | Bronz                                                                         | Výkon    |
| 100 m             | Stella Akakpo                                                                             | 11,52    | Sophie Papps                                                                    | 11,72    | Klára Seidlová                                                                | 11,88    |
| 200 m             | Dina Asherová-Smithová                                                                    | 23,29    | Desiree Henry                                                                   | 23,56    | Tessa van Schagenová                                                          | 23,65    |
| 400 m             | Patrycja Wyciszkiewiczová                                                                 | 51,56    | Bianca Răzorová                                                                 | 51,82    | Jekatěrina Rienžina                                                           | 52,27    |
| 800 m             | Aníta Hinriksdóttir                                                                       | 2:01,14  | Ołena Sidorska                                                                  | 2:01,46  | Christina Heringová                                                           | 2:03,11  |
| 1500 m            | Natalija Pryščepová                                                                       | 4:18,51  | Sofia Ennaoui                                                                   | 4:20,20  | Aurora Dybedokken                                                             | 4:21,27  |
| 3000 m            | Emelia Gorecka                                                                            | 9:12,53  | Emine Hatun Tuna                                                                | 9:25,83  | Anna Petrovová                                                                | 9:30,30  |
| 5000 m            | Jip Vastenburgová                                                                         | 16:03,31 | Oona Kettunenová                                                                | 16:03,79 | Jelena Kudaškinovová                                                          | 16:08,12 |
| 100 m překážek    | Noemi Zbärenová                                                                           | 13,17    | Sarah Lavin                                                                     | 13,24    | Héloïse Kane                                                                  | 13,36    |
| 400 m překážek    | Hayley McLean                                                                             | 57,26    | Joan Medjidová                                                                  | 57,34    | Stina Trøstová                                                                | 57,41    |
| 3000 m překážek   | Oona Kettunenová                                                                          | 9:45,51  | Marusa Mismasová                                                                | 9:51,15  | Maya Rehbergová                                                               | 10:00,04 |
| Štafeta 4 × 100 m | Spojené království Yasmin Millerová Dina Asherová-Smithová Steffi Wilsonová Desiree Henry | 43,81    | Francie Solenn Compperová Stella Akakpo Brigitte Ntiamoahová Deborah Sananesová | 44,00    | Nizozemsko Sacha van Agt Tessa van Schagen Naomi Sedney Eefje Boons           | 44,22    |
| Štafeta 4 × 400 m | Polsko Małgorzata Curyło Martyna Dąbrowska Adrianna Janowicz Patrycja Wyciszkiewiczová    | 3:32,63  | Rusko Jana Glotovová Anna Parfenová Anastasija Aslanidová Jekatěrina Rienžina   | 3:33,36  | Německo Laura Müller Maike Schachtschneider Corinne Kohlmann Christina Hering | 3:33,40  |
| Chůze na 10 000 m | Anežka Drahotová                                                                          | 44:15,87 | Oksana Golatkina                                                                | 44:21,03 | Eliška Drahotová                                                              | 44:45,27 |
| Skok do výšky     | Kateryna Tabasznyk                                                                        | 1,90 m   | Alexandra Jariškinová                                                           | 1,88 m   | Iryna Heraszczenko                                                            | 1,84 m   |
| Skok o tyči       | Alona Lutkovská                                                                           | 4,30 m   | Femke Pluimová                                                                  | 4,25 m   | Sonia Malavisiová                                                             | 4,20 m   |
| Skok daleký       | Malaika Mihambo                                                                           | 6,70 m   | Jazmin Sawyersová                                                               | 6,63 m   | Maryna Romančuková                                                            | 6,44 m   |
| Trojskok          | Ottavia Cestonaro                                                                         | 13,41 m  | Elena Andreea Panturoiu                                                         | 13,36 m  | Ana Peleteirová                                                               | 13,29 m  |
| Vrh koulí         | Emel Dereli                                                                               | 18,04 m  | Sophie McKinna                                                                  | 17,09 m  | Kätlin Piirimäe                                                               | 16,80 m  |
| Hod diskem        | Natalja Širobokovová                                                                      | 54,21 m  | Karolina Makulová                                                               | 53,25 m  | Tatiana Jurjewa                                                               | 53,15 m  |
| Hod kladivem      | Hanna Zinčukova                                                                           | 65,44 m  | Réka Gyurátzová                                                                 | 65,01 m  | Beatrix Banga                                                                 | 63,89 m  |
| Hod oštěpem       | Sofi Flincková                                                                            | 57,91 m  | Christin Hussongová                                                             | 57,90 m  | Sara Kolaková                                                                 | 57,79 m  |
| Sedmiboj          | Nafissatou Thiamová                                                                       | 6 298    | Sofia Linde                                                                     | 6 081    | Marjolein Lindemansová                                                        | 5 831    |

## Medailové pořadí
| Umístění | Stát                | Zlato | Stříbro | Bronz | Celkem |
| -------- | ------------------- | ----- | ------- | ----- | ------ |
| 1.       | Spojené království  | 9     | 6       | 4     | 19     |
| 2.       | Rusko               | 8     | 7       | 7     | 22     |
| 3.       | Německo             | 4     | 2       | 6     | 12     |
| 4.       | Polsko              | 3     | 4       | 1     | 8      |
| 5.       | Turecko             | 3     | 2       | 1     | 6      |
| 6.       | Francie             | 2     | 3       | 4     | 9      |
| 7.       | Ukrajina            | 2     | 2       | 3     | 7      |
| 8.       | Itálie              | 1     | 4       | 3     | 8      |
| 9.       | Belgie              | 1     | 2       | 1     | 4      |
| 9.       | Maďarsko            | 1     | 2       | 1     | 4      |
| 11.      | Finsko              | 1     | 2       | 0     | 3      |
| 12.      | Nizozemsko          | 1     | 1       | 2     | 4      |
| 13.      | Bělorusko           | 1     | 1       | 0     | 2      |
| 13.      | Švédsko             | 1     | 1       | 0     | 2      |
| 15.      | Česko               | 1     | 0       | 2     | 3      |
| 16.      | Norsko              | 1     | 0       | 1     | 2      |
| 16.      | Švýcarsko           | 1     | 0       | 1     | 2      |
| 18.      | Arménie             | 1     | 0       | 0     | 1      |
| 18.      | Bosna a Hercegovina | 1     | 0       | 0     | 1      |
| 18.      | Island              | 1     | 0       | 0     | 1      |
| 21.      | Rumunsko            | 0     | 2       | 0     | 2      |
| 22.      | Chorvatsko          | 0     | 1       | 2     | 3      |
| 23.      | Bulharsko           | 0     | 1       | 0     | 1      |
| 23.      | Irsko               | 0     | 1       | 0     | 1      |
| 23.      | Slovinsko           | 0     | 1       | 0     | 1      |
| 26.      | Španělsko           | 0     | 0       | 2     | 2      |
| 27.      | Dánsko              | 0     | 0       | 1     | 1      |
| 27.      | Estonsko            | 0     | 0       | 1     | 1      |
| Celkem   | Celkem              | 44    | 45      | 43    | 132    |